# Зелінська Марія Василівна
Марі́я Васи́лівна Зелі́нська (? — ?) — українська радянська діячка, новатор виробництва, швачка-мотористка Чернівецького виробничого бавовняного об'єднання «Восход». Член Ревізійної комісії КПУ в 1986—1991 роках.

## Біографія
Трудову діяльність розпочала в 1973 році робітницею Чернівецької ткацько-обробної фабрики. Досягла значних успіхів у виробництві. Працювала швачкою-мотористкою оздоблювальної дільниці ткацько-обробної фабрики Чернівецького виробничого бавовняного об'єднання «Восход» Чернівецької області.
Член КПРС.
Делегат XXVII з'їзду Комуністичної партії України (1986).

## Нагороди
- ордени
- медалі